# Побуњеник
Побуњеник (хинд. बाग़ी) је индијски филм из 2016. године.

## Улоге
| Глумац         | Улога        |
| -------------- | ------------ |
| Тигар Шроф     | Рони         |
| Шрада Капур    | Сија Курана  |
| Судир Бабу     | Рагав Шети   |
| Сунил Гровер   | П. П. Курана |
| Шифуџи Бардваџ | Гурусвами    |
| Санџај Мишра   | Гери         |